# Józef Grzelak
Józef Bolesław Grzelak (ur. 11 lutego 1929 w Kleczewie, zm. 2 lutego 2023 w Zielonej Górze) – polski działacz partyjny i państwowy, ekonomista, w latach 1973–1975 wicewojewoda zielonogórski.

## Życiorys
Syn Bolesława i Marianny. Od 1947 do 1948 przewodniczący zarządu szkolnego Organizacji Młodzieży Towarzystwa Uniwersytetu Robotniczego. Działał w Związku Młodzieży Polskiej, zajmował stanowiska szefa zarządu wydziałowego i zakładowego ZMP w Poznaniu i Zielonej Górze. Kształcił się m.in. na kursach w Ośrodku Doskonalenia Kadr Kierowniczych KC PZPR i Wszechzwiązkowej Szkole Partyjnej w Moskwie (1977).
W 1958 wstąpił do Polskiej Zjednoczonej Partii Robotniczej. W latach 1973–1974 zastępca przewodniczącego Prezydium Wojewódzkiej Rady Narodowej w Zielonej Górze. Od 1 kwietnia 1973 do 31 czerwca 1975 pełnił funkcję wicewojewody zielonogórskiego (początkowo w „dużym”, a od czerwca 1975 w „małym” województwie). W latach 1975–1981 sekretarz w Komitecie Wojewódzkim PZPR w Zielonej Górze. W III RP zasiadł we władzach zielonogórskiego oddziału Polskiego Towarzystwa Ekonomicznego. Został pochowany na cmentarzu komunalnym w Zielonej Górze.